# Andrei Cepalîga
Andrei Cepalîga (în rusă Андрей Чепалыга; n. 28 aprilie 1938, Dubăsari, RSS Ucraineană, URSS) este un geolog, paleontolog și profesor sovietic și rus, doctor în științe geografice. Este autor și editor a peste 250 de publicații și lucrări, printre care cele mai importante sunt cele legate de ipotezele „Potopulului” din pleistocenul târziu și al descoperirii „Arcei lui Noe” în Marea Caspică antică.

## Biografie
S-a născut în orașul Dubăsari din RASS Moldovenească, RSS Ucraineană, URSS (actualmente în Transnistria, Republica Moldova). În 1960 a absolvit cu onoruri Facultatea de Geologie și Geografie a Universității de Stat din Odesa. În 1965 și-a finalizat studiile postuniversitare la Institutul Geologic al Academiei de Științe a URSS.
Și-a susținut teza pentru gradul de candidat la științele geologice și mineralogice pe tema „Moluștele antropice de apă dulce din sudul Câmpiei Ruse și semnificația lor stratigrafică” (Антропогеновые пресноводные моллюски юга Русской равнины и их стратиграфическое значение).
A lucrat la Departamentul de Geologie generală al Universității de Stat din Odesa. În anii 1971-1976 a activat la Institutul Paleontologic din cadrul Academiei de Științe a URSS.
În 1980 și-a susținut disertația de doctorat pe tema: „Paleografia și paleoecologia bazinelor Mării Negre și Caspice (Ponto-Caspice) din Pliopleistocen” (Палеография и палеоэкология бассейнов Чёрного и Каспийского морей (Понто-Каспия) в плиоплейстоцене), la Institutul de Geografie al Academiei de Științe a URSS.
Ulterior, a fost cercetător-șef al Laboratorului de hidrologie din cadrul Institutului de geografie al Academiei Ruse de Științe. În același timp, profesor al Universității Regionale de Stat din Moscova, director al Centrului științific și educațional pentru geoecologie a zonelor umede și a apelor interioare.
A participat la expediții de Aerogeologie și Institutul de Cercetare.

## Lucrări majore
- Антропогеновые пресноводные моллюски юга Русской равнины и их стратиграфическое значение („Moluștele antropice de apă dulce din sudul Câmpiei Ruse și semnificația lor stratigrafică”). Мoscova: Nauka, 1967. 222 pag. (Труды ГИН АН СССР; Выпуск 166.)
- Зоогеография палеогена Азии („Zoogeografia paleogenului din Asia”). Мoscova: Nauka, 1974. 302 с. (Труды ПИН АН СССР; Том 146.)
- Фауна и флора плиоцена и плейстоцена: Опорный разрез Султанаево — Юлушево („Fauna și flora Pliocenului și Pleistocenului: regiunea de referință Sultanaevo – Iulușevo”). Мoscova: Nauka, 1983. 152 pag.
- Регионы России („Regiunile Rusiei”). Мoscova, 2003, 2004, 2006, 2008, 2010.
- Большой словарь географических названий („Dicționar cuprinzător de nume geografice”). Ekaterinburg: U-Faktoria, 2003. 832 pag.
- Естественно-научные методы исследования культурных слоев древних поселений („Metode natural-științifice de studiu a straturilor culturale ale așezărilor antice”). Мoscova: NIA-Priroda, 2004. 161 pag.
- Экстремальные гидрологические ситуации („Situații hidrologice extreme”). Мoscova: Media-Press, 2010. 464 pag.